# Discografia di Charlie Puth
La discografia di Charlie Puth, cantante statunitense, comprende tre album in studio, tre EP e ventisei singoli, di cui 6 in collaborazione con altri artisti.

## Album in studio
| Anno                                                                                 | Titolo e dettagli                                                                                        | Classifiche | Classifiche | Classifiche | Classifiche | Classifiche | Classifiche | Classifiche | Classifiche | Classifiche | Classifiche | Certificazioni                                                               |
| Anno                                                                                 | Titolo e dettagli                                                                                        | USA         | AUS         | CAN         | DNK         | GER         | ITA         | NZL         | SWE         | SWI         | UK          | Certificazioni                                                               |
| ------------------------------------------------------------------------------------ | --- | ----------- | ----------- | ----------- | ----------- | ----------- | ----------- | ----------- | ----------- | ----------- | ----------- | ---------------------------------------------------------------------------- |
| 2016                                                                                 | Nine Track Mind - Pubblicato: 29 gennaio 2016 - Etichetta: Atlantic - Formati: CD, LP, download digitale | 6           | 8           | 5           | 6           | 36          | 21          | 2           | 24          | 10          | 6           | - USA: Platino (2) - DNK: Platino - ITA: Oro - NZL: Oro - SWE: Oro - UK: Oro |
| 2018                                                                                 | Voicenotes - Pubblicato: 11 maggio 2018 - Etichetta: Atlantic - Formati: CD, LP, download digitale       | 4           | 7           | 5           | 14          | 14          | 12          | 6           | 18          | 4           | 4           | - USA: Oro - CAN: Oro - NZL: Oro - UK: Argento                               |
| 2022                                                                                 | Charlie - Pubblicato: 7 ottobre 2022 - Etichetta: Atlantic - Formati: CD, LP, download digitale          | 10          | 5           | 7           | —           | 92          | —           | 6           | —           | 32          | 9           |                                                                              |
| "—" indica che l'opera non è stata pubblicata o non si è classificata in quel paese. | |             |             |             |             |             |             |             |             |             |             |                                                                              |

## Extended play
| 2010                                                                                 | The Otto Tunes - Pubblicato: 10 dicembre 2010 - Formati: Download digitale                             | —  | —  |
| 2013                                                                                 | Ego - Pubblicato: 23 ottobre 2013 - Formati: Download digitale                                         | —  | —  |
| 2015                                                                                 | Some Type of Love - Pubblicato: 1º maggio 2015 - Formati: Download digitale - Etichette: ARP, Atlantic | 37 | 40 |
| "—" indica che l'opera non è stata pubblicata o non si è classificata in quel paese. | |    |    |

## Singoli

### Come artista principale
| Anno                                                                                 | Titolo                                     | Classifiche | Classifiche | Classifiche | Classifiche | Classifiche | Classifiche | Classifiche | Classifiche | Classifiche | Classifiche | Certificazioni | Album di provenienza                        |
| Anno                                                                                 | Titolo                                     | USA         | AUS         | CAN         | DNK         | GER         | ITA         | NZL         | SWE         | SWI         | UK          | Certificazioni | Album di provenienza                        |
| ------------------------------------------------------------------------------------ | ------------------------------------------ | ----------- | ----------- | ----------- | ----------- | ----------- | ----------- | ----------- | ----------- | ----------- | ----------- | --- | ------------------------------------------- |
| 2015                                                                                 | Marvin Gaye (feat. Meghan Trainor)         | 21          | 4           | 31          | 28          | 15          | 6           | 1           | 29          | 2           | 1           | - USA: Platino (3) - AUS: Platino (2) - CAN: Platino (3) - GER: Oro - DNK: Platino - ITA: Platino (2) - NZL: Platino - SWE: Platino - SWI: Platino - UK: Platino     | Nine Track Mind                             |
| 2015                                                                                 | One Call Away                              | 12          | 3           | 15          | 13          | 30          | 39          | 3           | 21          | 10          | 26          | - USA: Platino (4) - AUS: Platino (3) - CAN: Platino (4) - DNK: Platino (2) - GER: Oro - ITA: Platino - NZL: Platino (2) - SWE: Platino (2) - SWI: Oro - UK: Platino | Nine Track Mind                             |
| 2016                                                                                 | We Don't Talk Anymore (feat. Selena Gomez) | 9           | 10          | 11          | 13          | 52          | 1           | 8           | 13          | 16          | 14          | - USA: Platino (4) - AUS: Platino (2) - CAN: Platino (4) - DNK: Platino (2) - GER: Oro - ITA: Platino (5) - NZL: Platino - SWI: Oro - UK: Platino                    | Nine Track Mind                             |
| 2016                                                                                 | Dangerously                                | —           | —           | —           | —           | —           | —           | —           | —           | —           | —           | - USA: Oro - UK: Argento | Nine Track Mind                             |
| 2017                                                                                 | Attention                                  | 5           | 10          | 6           | 12          | 9           | 10          | 6           | 20          | 6           | 9           | - USA: Platino (4) - AUS: Platino (5) - CAN: Platino (5) - DNK: Platino - GER: Oro (3) - ITA: Platino (3) - NZL: Platino - SWI: Platino - UK: Platino (2)            | Voicenotes                                  |
| 2017                                                                                 | How Long                                   | 21          | 17          | 24          | 17          | 42          | 39          | 17          | 44          | 20          | 9           | - USA: Platino - AUS: Platino (2) - CAN: Platino (2) - DNK: Oro - GER: Oro - ITA: Platino - NZL: Oro - UK: Platino                                                   | Voicenotes                                  |
| 2018                                                                                 | Done for Me (feat. Kehlani)                | 53          | 97          | 65          | —           | 100         | 87          | —           | —           | 55          | 45          | - USA: Platino - AUS: Oro - CAN: Oro - ITA: Oro - UK: Argento | Voicenotes                                  |
| 2018                                                                                 | Change (feat. James Taylor)                | —           | —           | —           | —           | —           | —           | —           | —           | —           | —           | | Voicenotes                                  |
| 2018                                                                                 | The Way I Am                               | 61          | —           | —           | —           | —           | —           | —           | —           | —           | —           | | Voicenotes                                  |
| 2019                                                                                 | I Warned Myself                            | —           | —           | 91          | —           | —           | —           | —           | —           | —           | —           | | /                                           |
| 2019                                                                                 | Mother                                     | —           | —           | —           | —           | —           | —           | —           | —           | —           | —           | | /                                           |
| 2019                                                                                 | Cheating on You                            | —           | —           | —           | —           | —           | —           | —           | —           | —           | —           | | /                                           |
| 2020                                                                                 | Girlfriend                                 | —           | —           | —           | —           | —           | —           | —           | —           | —           | —           | | /                                           |
| 2020                                                                                 | Hard on Yourself (con Blackbear)           | —           | —           | —           | —           | —           | —           | —           | —           | —           | —           | | /                                           |
| 2020                                                                                 | Free                                       | —           | —           | —           | —           | —           | —           | —           | —           | —           | —           | | The One and Only Ivan (Original Soundtrack) |
| 2022                                                                                 | Light Switch                               | 27          | 20          | 17          | 20          | 62          | —           | 28          | 36          | 40          | 25          | - USA: Platino - CAN: Platino (2) - DNK: Oro - UK: Argento | Charlie                                     |
| 2022                                                                                 | That's Hilarious                           | 109         | —           | 80          | —           | —           | —           | —           | —           | —           | 100         | | Charlie                                     |
| 2022                                                                                 | Left and Right (feat. Jung Kook)           | 22          | 19          | 17          | —           | 61          | —           | 15          | —           | 46          | 41          | - USA: Oro - CAN: Platino | Charlie                                     |
| 2022                                                                                 | Loser                                      | 121         | —           | —           | —           | —           | —           | —           | —           | —           | —           | | Charlie                                     |
| "—" indica che l'opera non è stata pubblicata o non si è classificata in quel paese. |                                            |             |             |             |             |             |             |             |             |             |             | |                                             |

### Come artista ospite
| Anno                                                                                 | Titolo                                             | Classifiche | Classifiche | Classifiche | Classifiche | Classifiche | Classifiche | Classifiche | Classifiche | Classifiche | Classifiche | Certificazioni | Album di provenienza                          |
| Anno                                                                                 | Titolo                                             | USA         | AUS         | CAN         | DNK         | GER         | ITA         | NZL         | SWE         | SWI         | UK          | Certificazioni | Album di provenienza                          |
| ------------------------------------------------------------------------------------ | -------------------------------------------------- | ----------- | ----------- | ----------- | ----------- | ----------- | ----------- | ----------- | ----------- | ----------- | ----------- | --- | --------------------------------------------- |
| 2015                                                                                 | See You Again (Wiz Khalifa feat. Charlie Puth)     | 1           | 1           | 1           | 1           | 1           | 1           | 1           | 1           | 1           | 1           | - USA: Diamante - AUS: Platino (5) - CAN: Platino (5) - DNK: Platino (2) - GER: Oro (3) - ITA: Platino (5) - NZL: Platino (3) - SWE: Platino (3) - SWI: Platino (2) - UK: Platino (3) | Furious 7: Original Motion Picture Soundtrack |
| 2017                                                                                 | Sober (G-Eazy feat. Charlie Puth)                  | 106         | —           | 80          | —           | —           | —           | —           | —           | —           | —           | - USA: Oro | The Beautiful & Damned                        |
| 2019                                                                                 | Easier (Remix) (5SOS feat. Charlie Puth)           | —           | —           | —           | —           | —           | —           | —           | —           | —           | —           | | /                                             |
| 2020                                                                                 | I Hope (Remix) (Gabby Barrett feat. Charlie Puth)  | 3           | —           | 10          | —           | —           | —           | —           | —           | —           | 84          | - USA: Platino (5) - UK: Argento | Goldmine                                      |
| 2020                                                                                 | Summer Feelings (Lennon Stella feat. Charlie Puth) | —           | —           | 96          | —           | —           | —           | —           | —           | —           | 79          | | Scoob! The Album                              |
| 2020                                                                                 | Upside Down (JVKE feat. Charlie Puth)              | —           | —           | —           | —           | —           | —           | —           | —           | —           | —           | | /                                             |
| 2020                                                                                 | Is It Just Me? (Sasha Sloan feat. Charlie Puth)    | —           | —           | —           | —           | —           | —           | —           | —           | —           | —           | | Only Child                                    |
| "—" indica che l'opera non è stata pubblicata o non si è classificata in quel paese. |                                                    |             |             |             |             |             |             |             |             |             |             | |                                               |

### Singoli promozionali
| 2011                                                                                 | Break Again (con Emily Luther) | —  | /                 |
| 2014                                                                                 | L.U.V. | —  | /                 |
| 2015                                                                                 | Nothing but Trouble (con Lil Wayne) | 86 | 808: The Music    |
| 2015                                                                                 | I Won't Tell a Soul | —  | Some Type of Love |
| 2016                                                                                 | Suffer (Vince Staples & AndreaLo Remix) | —  | Nine Track Mind   |
| 2016                                                                                 | Santa Claus Is Coming to Town (DNCE feat. Charlie Puth, Hailee Steinfeld, Daya, Fifth Harmony, Rita Ora, Tinashe, Sabrina Carpenter e Jake Miller) | —  | /                 |
| 2018                                                                                 | If You Leave Me Now (feat. Boyz II Men) | —  | Voicenotes        |
| 2022                                                                                 | Smells Like Me | —  | Charlie           |
| 2022                                                                                 | I Don't Think That I Like Her | —  | Charlie           |
| 2022                                                                                 | Charlie Be Quiet! | —  | Charlie           |
| "—" indica che l'opera non è stata pubblicata o non si è classificata in quel paese. | |    |                   |